# Leptonetela zhaoruii
Espèce
Leptonetela zhaoruii est une espèce d'araignées aranéomorphes de la famille des Leptonetidae.

## Répartition
Cette espèce est endémique du Fujian en Chine,. Elle se rencontre dans le district de Jin'an.

## Description
Le mâle holotype mesure 1,42 mm et la femelle paratype 2,19 mm.

## Systématique et taxinomie
Cette espèce a été décrite par Yao et Liu en 2025.

## Étymologie
Cette espèce est nommée en l'honneur de Rui Zhao.

## Publication originale
- Wang, Liu, Yao, Shi & Liu, 2025 : « Preliminary survey of midget cave spiders (Araneae, Leptonetidae) from forest ecosystems in southern China with the description of three new species. » ZooKeys, vol. 1247, p. 187-205 (texte intégral).